# Emily Hood Westacott
Emily Hood Westacott (Brisbane, 6 maggio 1910 – 9 ottobre 1980) è stata una tennista australiana.

## Biografia
Durante la sua carriera giunse in finale nel singolare all'Australian Open nel 1937 perdendo contro Nancye Wynne in tre set (6-3, 5-7, 6-4). Due anni dopo, nel  1939 ottenne la vittoria nel torneo battendo Nell Hall Hopman  per  6-1, 6-2.
Nel doppio vinse tre edizioni degli Australian Open insieme a Margaret Molesworth :
- 1930 vinsero Marjorie Cox Crawford e Sylvia Lance Harper per 6-3, 0-6, 7-5
- 1933 vinsero Joan Hartigan Bathurst e Marjorie Gladman Van Ryn per 6-3, 6-2
- 1934 vinsero Joan Hartigan Bathurst e Ula Valkenburg per 6-8, 6-4, 6-4

Partecipò anche negli anni successivi raggiungendo la finale nel 1937 e nel 1939, morì all'età di 70 anni.